# Telenáutico Futebol Clube
Telenáutico Futebol Clube foi uma agremiação esportiva brasileira, sediada em Brasília, no Distrito Federal. O clube era de propriedade da Companhia de Telefones de Brasiília (COTELB) e fundado por funcionários do Departamento de Telefones Urbanos e Interurbanos.

## História
O clube disputava o Departamento Autônomo da Federação Desportiva de Brasília.

## Estatísticas

### Participações
| Competição                | Competição            | Temporadas | Melhor campanha           | Estreia | Última | P | R |
| Distrito Federal (Brasil) | Departamento Autônomo | 2          | Desconhecido (Duas vezes) | 1966    | 1967   | – | – |